# Recebedores da Cruz de Cavaleiro da Cruz de Ferro: Hn–Hz
A Cruz de Cavaleiro da Cruz de Ferro (em alemão:  Ritterkreuz des Eisernen Kreuzes) foi a maior condecoração militar concedida pela Alemanha Nazi durante a Segunda Guerra Mundial. Era concedida a militares de todas as patentes, deste um soldado até um Marechal de Campo e por diversos motivos que incluíam os atos de bravura de um soldado em batalha, um piloto de caça por ter abatido um número significativo de aeronaves inimigas e o hábil comando das tropas durante a batalha. Os condecorados eram enaltecidos pela propaganda alemã, tendo eles recebido grande atenção por parte da publicidade. Eram vendidos, por exemplo, porta retratos com as fotos dos últimos condecorados. Eles ainda eram convidados a discursar aos trabalhadores das fábricas envolvidas no esforço de guerra.
Desde a sua primeira condecoração concedida no dia 30 de setembro de 1939, até a sua última condecoração no dia 17 de junho de 1945, ela foi entregue a 7321 soldados. O número de condecorados é baseado na análise da comissão dos Recebedores da Cruz de Cavaleiro (AKCR). Foi concedida para os três ramos da Wehrmacht: Heer (exército terrestre alemão), Luftwaffe (força aérea) e Kriegsmarine (marinha) além da Waffen-SS, Reichsarbeitsdienst (serviço de trabalho do Reich) e Volkssturm (milícia nacional). Além dos soldados alemães, a condecoração também foi concedida para 43 estrangeiros, aliados do Terceiro Reich.
Walther-Peer Fellgiebel, que foi o ex-presidente e chefe da comissão de ordem do AKCR, escreveu um livro no ano de 1986 onde listou os condecorados com a Cruz de Cavaleiro, intitulado: Die Träger des Ritterkreuzes des Eisernen Kreuzes 1939–1945 — Die Inhaber der höchsten Auszeichnung des Zweiten Weltkrieges aller Wehrmachtsteile — Os portadores da Cruz de Cavaleiro da Cruz de Ferro 1939-1945 - Os proprietários do maior prêmio da Segunda Guerra Mundial de todos os ramos da Wehrmacht. Lançou a segunda edição de seu livro no ano de 1996, onde retirou 11 condecorados da lista original. Já o autor e historiador Veit Scherzer lançou tem dúvida sobre a condecoração de 193 dos listados, a maioria destes condecorados no ano de 1945, quando os acontecimentos dos últimos dias do Terceiro Reich deixaram um número de indicações incompletas e até várias fases do processo de aprovação estavam incompletas. O livro escrito por Scherzer foi em cooperação com o Arquivo Federal da Alemanha. Este livro foi escolhido pelo professor Dr. Franz W. Seidler para a Universidade da Bundeswehr de Munique e Deutsche Dienststelle (WASt), sendo considerado como uma referência aceita nestes dois lugares.

## Criação
A Cruz de Cavaleiro da Cruz de Ferro e seus graus mais altos foram baseados em quatro diferentes decretos. O primeiro decreto Reichsgesetzblatt I S. 1573 de 1 de setembro de 1939 instituiu a Cruz de Ferro (Eisernes Kreuz) e Cruz de Cavaleiro da Cruz de Ferro e a Grande Cruz da Cruz de Ferro (Großkreuz des Eisernen Kreuzes). O segundo artigo do decreto especifica que para ser condecorado com uma classe superior deveria ser primeiramente condecorado com todas as classe precedentes. Com o progresso da guerra, alguns do condecorados foram se destacando, sendo necessária um novo grau da condecoração, sendo então instituído no dia 3 de junho de 1940 o decreto Reichsgesetzblatt I S. 849 que criou a Cruz de Cavaleiro da Cruz de Ferro com Folhas de Carvalho.
Foram criados no dia 28 de setembro de 1941 dois graus da Cruz de Cavaleiro com o decreto Reichsgesetzblatt I S. 613, a Cruz de Cavaleiro da Cruz de Ferro com Folhas de Carvalho e Espadas Ritterkreuz des Eisernen Kreuzes mit Eichenlaub und Schwertern e a Cruz de Cavaleiro da Cruz de Ferro com Folhas de Carvalho, Espadas e Diamantes Ritterkreuz des Eisernen Kreuzes mit Eichenlaub, Schwertern und Brillanten. No final de 1944 o último grau da Cruz de Cavaleiro, a Cruz de Cavaleiro da Cruz de Ferro com Folhas de Carvalho Douradas, Espadas e Diamantes Ritterkreuz des Eisernen Kreuzes mit goldenem Eichenlaub, Schwertern und Brillanten a condecoração foi criada com o decreto Reichsgesetzblatt 1945 I S. 11 de 29 de dezembro de 1944.

## Condecorados
Aqui estão listados 224 condecorados com a Cruz de Cavaleiro da Cruz de Ferro da Wehrmacht e Waffen-SS, cujos sobrenomes se iniciam com a letra "Hn" até "Hz", estando ordenados em ordem alfabética pelo sobrenome. Destes, 24 foram mais tarde condecorados com a Cruz de Cavaleiro da Cruz de Ferro com Folhas de Carvalho, três com a Cruz de Cavaleiro da Cruz de Ferro com Folhas de Carvalho e Espadas e um com a Cruz de Cavaleiro da Cruz de Ferro com Folhas de Carvalho, Espadas e diamantes; 16 condecorações foram feitas de maneiro póstuma. Foram condecorados 155 membros do Heer, 55 da Luftwaffe, 7 da Kriegsmarine e 7 da Waffen-SS.
| Nome                                       | Serviço           | Patente                                    | Ocupação e unidade                                                                              | Data de condecoração     | Notas | Imagem |
| ------------------------------------------ | ----------------- | ------------------------------------------ | ----------------------------------------------------------------------------------------------- | ------------------------ | --- | --- |
| Cord von Hobe?                             | Heer              | Oberstleutnant                             | Comandante de um Kampfgruppe do XIII. SS-Armeekorps                                             | 9 de maio de 1945        | — | Black-and-white photo of a man wearing a white military uniform sitting at a desk, making a phone call.                                        |
| Johann Hoch                                | Heer              | Unteroffizier                              | Líder de pelotão no 9./Grenadier-Regiment 1070                                                  | 17 de setembro de 1944   | — | — |
| Friedrich Hochbaum+                        | Heer              | Generalleutnant                            | Comandante da 34. Infanterie-Division                                                           | 22 de agosto de 1943     | 486. Folhas de Carvalho 4 de junho de 1944                                                                        | — |
| Günther Hochgartz                          | Heer              | Hauptmann                                  | Líder do II./Grenadier-Regiment 187                                                             | 15 de abril de 1944      | — | — |
| Franz-Rainer Hocke                         | Heer              | Obergefreiter                              | Líder de Grupo no 7./Grenadier-Regiment 200 (motorizado)                                        | 5 de novembro de 1944*   | Morto em combate 20 de outubro de 1944                                                                            | — |
| Fritz Hockenjos                            | Heer              | Hauptmann da reserva                       | Líder do II./Grenadier-Regiment 380                                                             | 2 de setembro de 1944    | — | — |
| [Dr.] Herbert Hodurek                      | Heer              | Hauptmann                                  | Líder do III./Gebirgsjäger-Regiment 144                                                         | 15 de abril de 1944      | — | — |
| Hanskurt Höcker                            | Heer              | Generalleutnant                            | Comandante da 258. Infanterie-Division                                                          | 14 de abril de 1943      | — | — |
| Walter Hoeckner                            | Luftwaffe         | Hauptmann                                  | Gruppenkommandeur do I./Jagdgeschwader 4                                                        | 6 de abril de 1944       | — | — |
| Robert Hoefeld                             | Luftwaffe         | Oberleutnant                               | Líder do 4./Fallschirmjäger-Regiment 5                                                          | 18 de maio de 1943       | — | — |
| Heinrich Höfemeier                         | Luftwaffe         | Oberfeldwebel                              | Piloto no 1./Jagdgeschwader 51 "Mölders"                                                        | 5 de abril de 1942       | — | — |
| Dirk Höfer                                 | Heer              | Hauptmann                                  | Comandante do Pionier-Bataillon 256                                                             | 14 de abril de 1945      | — | — |
| Heinrich Höfer+                            | Luftwaffe         | Hauptmann                                  | Gruppenkommandeur do II./Kampfgeschwader 55                                                     | 3 de setembro de 1943    | 656. Folhas de Carvalho 18 de novembro de 1944                                                                    | — |
| Hugo Höfl                                  | Heer              | Generalleutnant                            | Comandante da 206. Infanterie-Division                                                          | 4 de dezembro de 1941    | — | — |
| Karl Höflinger                             | Luftwaffe         | Leutnant da reserva                        | Piloto no 9./Kampfgeschwader 77                                                                 | 7 de março de 1941       | — | — |
| Franz-Josef Högl                           | Heer              | Major                                      | Comandante do Panzer-Pionier-Bataillon 220                                                      | 26 de novembro de 1944   | — | — |
| Karl Höhle                                 | Heer              | Major                                      | Comandante do III./Grenadier-Regiment 378                                                       | 11 de março de 1945      | — | — |
| Friedrich Höhne+                           | Heer              | Hauptmann                                  | Comandante do III./Jäger-Regiment 204                                                           | 3 de maio de 1942        | 253. Folhas de Carvalho 8 de junho de 1943                                                                        | — |
| Georg Höhne                                | Heer              | Major                                      | Líder do Panzergrenadier-Regiment 26                                                            | 18 de fevereiro de 1945  | — | — |
| Gustav Höhne+                              | Heer              | Generalmajor                               | Comandante da 8. Infanterie-Division                                                            | 30 de junho de 1941      | 238. Folhas de Carvalho 17 de maio de 1943                                                                        | — |
| Otto Höhne                                 | Luftwaffe         | Oberstleutnant                             | Geschwaderkommodore of Kampfgeschwader 54                                                       | 5 de setembro de 1940    | — | — |
| Helmut Höhno                               | Heer              | Leutnant                                   | Líder de pelotão no schwere Panzer-Abteilung 510                                                | 9 de dezembro de 1944    | — | — |
| Stefan-Heinrich Höke                       | Heer              | Oberstleutnant                             | Comandante do Grenadier-Regiment 18                                                             | 28 de julho de 1943      | — | — |
| Hermann Hölter?                            | Heer              | Generalleutnant                            | Chief do general staff do 20. Gebirgsarmee                                                      | 3 de maio de 1945        | — | — |
| Johannes Hölz                              | Heer              | Oberst im Generalstab (do General Staff)   | Chief do general staff do LV. Armeekorps                                                        | 10 de outubro de 1944    | — | — |
| Walter Hölz                                | Heer              | Hauptmann                                  | Comandante do III./Gebirgsjäger-Regiment 98                                                     | 26 de dezembro de 1944   | — | — |
| Arnulf Hölzerkopf                          | Kriegsmarine      | Korvettenkapitän                           | Chief do 8. Minensuchflottille                                                                  | 15 de maio de 1944       | — | — |
| Hans Hölzl                                 | Heer              | Hauptmann                                  | Commanded for general staff training to the VI. Armeekorps e Líder do a Kampfgruppe             | 23 de fevereiro de 1944* | Morto em combate 26 de dezembro de 1943                                                                           | — |
| Karl-Friedrich Hoene                       | Heer              | Leutnant da reserva                        | Líder do 5./Grenadier-Regiment 755                                                              | 26 de novembro de 1944   | — | — |
| Werner Höner                               | Heer              | Unteroffizier                              | Líder de Grupo no 2./Pionier-Bataillon 245                                                      | 30 de setembro de 1944*  | Morto em combate 5 de setembro de 1944                                                                            | — |
| Justin Hönig                               | Heer              | Feldwebel                                  | Líder de pelotão no 3./Panzergrenadier-Regiment 41                                              | 18 de fevereiro de 1945  | — | — |
| Theodor Hönniger?                          | Heer              | Oberfeldwebel                              | Líder de pelotão no 3./Panzer-Regiment 25                                                       | 9 de maio de 1945        | — | — |
| Ignaz Graf von und zu Hoensbroech          | Heer              | Hauptmann                                  | Comandante do II./Panzergrenadier-Regiment 4                                                    | 4 de junho de 1944       | — | — |
| Johannes-Matthias Hönscheid                | Luftwaffe         | Oberfeldwebel                              | Kriegsberichterstatter der Fallschirmtruppe                                                     | 12 de março de 1945      | — | A man wearing a military uniform, side cap, various military decorations including an Iron Cross displayed at the front of his uniform collar. |
| Ahrend Höper                               | Heer              | Leutnant da reserva                        | Líder de pelotão no 1./Sturmgeschütz-Brigade 202                                                | 26 de novembro de 1944   | — | — |
| Erich Hoepner?                             | Heer              | General der Kavillerie                     | Comandante geral do XVI. Armeekorps                                                             | 27 de outubro de 1939    | — | A man wearing a military uniform, peaked cap, e an Iron Cross displayed at the front of his uniform collar.                                    |
| Johann Hoering                             | Heer              | Oberleutnant                               | Chief do 2./Sturmgeschütz-Brigade 277                                                           | 8 de agosto de 1944      | — | — |
| Ludwig Hörl                                | Heer              | Oberst                                     | Comandante do Gebirgsjäger-Regiment 91                                                          | 6 de abril de 1944       | — | — |
| Willi Hörner                               | Luftwaffe         | Leutnant                                   | Staffelkapitän do 9./Sturzkampfgeschwader 2 "Immelmann"                                         | 10 de maio de 1943       | — | — |
| Werner Hörnicke                            | Waffen-SS         | SS-Sturmbannführer da reserva              | Comandante do I./SS-Grenadier-Regiment 10 (motorizado) do 1. SS-Infanterie-Brigade (motorizado) | 1 de dezembro de 1943    | — | — |
| Reinhard Hörning                           | Heer              | Hauptmann da reserva                       | Comandante do I./Grenadier-Regiment 546                                                         | 22 de agosto de 1943*    | Morto em combate 17 de outubro de 1942                                                                            | — |
| Walter Hörnlein+                           | Heer              | Oberst                                     | Comandante do Infanterie-Regiment 80                                                            | 30 de julho de 1941      | 213. Folhas de Carvalho 15 de março de 1943                                                                       | — |
| Johann Hörstermann                         | Heer              | Major                                      | Comandante de um Kampfgruppe no Grenadier-Regiment 473                                          | 28 de março de 1945      | — | — |
| Anton Hörwick                              | Luftwaffe         | Oberfeldwebel                              | Piloto no 7./Nachtjagdgeschwader 2                                                              | 8 de agosto de 1944      | — | — |
| Hartmut von Hößlin                         | Heer              | Hauptmann                                  | Comandante do II./Artillerie-Regiment 7                                                         | 17 de abril de 1945      | — | — |
| Roland von Hößlin?                         | Heer              | Hauptmann                                  | Líder do Panzer-Aufklärungs-Abteilung 33                                                        | 23 de julho de 1942      | — | — |
| Hans-Lothar Hoeth                          | Heer              | Hauptmann                                  | Comandante do I./Grenadier-Regiment 311                                                         | 6 de abril de 1944       | — | — |
| Franz Hofbauer                             | Heer              | Feldwebel                                  | Líder de pelotão no 3./Divisions-Füslier-Bataillon 72                                           | 20 de janeiro de 1944    | — | — |
| Karl Hofbauer                              | Heer              | Hauptmann                                  | Líder do I./Infanterie-Regiment 154                                                             | 7 de agosto de 1942      | — | — |
| Karl Hofer                                 | Heer              | Unteroffizier                              | Líder de pelotão no 3./Panzer-Jäger-Abteilung 49                                                | 26 de outubro de 1943    | — | — |
| Lothar Hofer                               | Waffen-SS         | SS-Sturmbannführer                         | Comandante do III./SS-Artillerie-Regiment 54 "Nederland"                                        | 5 de abril de 1945       | — | — |
| Carl Hoff?                                 | Kriegsmarine      | Kapitänleutnant                            | Chief do 1. Räumbootflottille                                                                   | 9 de maio de 1945        | — | — |
| Jakob Hoffend                              | Volkssturm (Heer) | Volkssturmmann                             | Feuerwerker und Bombenräumer do Luftgau VI "Köln"                                               | 7 de fevereiro de 1945   | — | — |
| Herbert von Hoffer                         | Luftwaffe         | Leutnant                                   | Staffelführer do 5./Schlachtgeschwader 77                                                       | 8 de agosto de 1944      | — | — |
| Albert Hoffmann                            | Heer              | Obergefreiter                              | Machine artilheiro do 4./Kradschützen-Bataillon 55                                              | 3 de abril de 1943       | — | — |
| Ernst Hoffmann                             | Heer              | Hauptmann da reserva                       | Chief do 2./Grenadier-Regiment 698                                                              | 4 de maio de 1944        | — | — |
| Ernst-Wilhelm Hoffmann+                    | Heer              | Major                                      | Chief do 1./Schützen-Regiment 12                                                                | 4 de setembro de 1940    | 494. Folhas de Carvalho 9 de junho de 1944                                                                        | — |
| Gerhard Hoffmann                           | Luftwaffe         | Fahnenjunker-Feldwebel                     | Piloto no 4./Jagdgeschwader 52                                                                  | 14 de maio de 1944       | — | — |
| Heinrich Hoffmann+                         | Luftwaffe         | Oberfeldwebel                              | Piloto no 12./Jagdgeschwader 51                                                                 | 12 de agosto de 1941     | 36. Folhas de Carvalho 19 de outubro de 1941                                                                      | — |
| Heinrich Hoffmann+                         | Kriegsmarine      | Korvettenkapitän                           | Chief do 5. Torpedobootflottille                                                                | 7 de junho de 1944       | 524. Folhas de Carvalho 11 de julho de 1944                                                                       | — |
| Heinz-Joachim Hoffmann                     | Heer              | Major                                      | Comandante do III./Infanterie-Regiment 44                                                       | 15 de abril de 1942      | — | — |
| Herbert Hoffmann                           | Heer              | Oberfeldwebel                              | Líder do 7./Grenadier-Regiment 426                                                              | 15 de abril de 1944      | — | — |
| Dipl.-Ing. Kuno Hoffmann                   | Luftwaffe         | Hauptmann                                  | Gruppenkommandeur do I.(K)/Lehrgeschwader 1                                                     | 14 de junho de 1941      | — | — |
| Kurt Hoffmann                              | Heer              | Feldwebel                                  | Líder de pelotão no 3.(motorizado)/Pionier-Bataillon 28                                         | 8 de junho de 1940       | — | — |
| Kurt-Caesar Hoffmann                       | Kriegsmarine      | Kapitän zur See                            | Comandante do Navio de guerra Scharnhorst                                                       | 21 de março de 1942      | — | A man wearing a black naval military uniform, peaked cap, e an Iron Cross displayed at the front of his uniform collar.                        |
| Ludwig Hoffmann?                           | Waffen-SS         | SS-Hauptsturmführer                        | Líder do III./SS-Panzergrenadier-Regiment 23 "Norge"                                            | 11 de maio de 1945       | — | — |
| Otto Hoffmann                              | Heer              | Oberleutnant                               | Líder do 3./Sturmgeschütz-Brigade 901                                                           | 31 de julho de 1942      | — | — |
| Paul Hoffmann                              | Heer              | Oberfeldwebel                              | Pioneer Líder de pelotão no Stabskompanie/Grenadier-Regiment 211                                | 2 de março de 1944       | — | — |
| Reinhold Hoffmann                          | Luftwaffe         | Leutnant                                   | Piloto no 6./Jagdgeschwader 54                                                                  | 28 de janeiro de 1945*   | Morto em acidente aéreo no dia 24 de maio de 1944                                                                 | — |
| Walter Hoffmann                            | Luftwaffe         | Leutnant                                   | Piloto no 8./Schlachtgeschwader 1                                                               | 16 de junho de 1944      | — | — |
| Werner Hoffmann                            | Luftwaffe         | Hauptmann                                  | Gruppenkommandeur do I./Nachtjagdgeschwader 5                                                   | 4 de maio de 1944        | — | — |
| Werner Hoffmann                            | Luftwaffe         | Hauptmann                                  | Staffelkapitän do 1./Schlachtgeschwader 1                                                       | 8 de agosto de 1944      | — | — |
| Günther Hoffmann-Schönborn+                | Heer              | Major                                      | Comandante do Sturmgeschütz-Abteilung 191                                                       | 14 de maio de 1941       | 49. Folhas de Carvalho 31 de dezembro de 1941                                                                     | — |
| Otto Hoffmann von Waldau                   | Luftwaffe         | Generalleutnant                            | Fliegerführer Afrika                                                                            | 28 de junho de 1942      | — | — |
| Edmund Hoffmeister                         | Heer              | Generalmajor                               | Comandante da 383. Infanterie-Division                                                          | 6 de outubro de 1943     | — | — |
| Heinrich Hoffmeister                       | Heer              | Major                                      | Líder do Grenadier-Regiment 915                                                                 | 31 de janeiro de 1945    | — | — |
| Henning Hoffmeister                        | Heer              | Major                                      | Líder do Grenadier-Regiment 6                                                                   | 30 de setembro de 1944   | — | — |
| Hans Hoffritz                              | Heer              | Feldwebel                                  | Líder de pelotão no 14.(Panzerjäger)/Infanterie-Regiment 268                                    | 4 de setembro de 1941    | — | — |
| Adolf Hofmann                              | Heer              | Oberleutnant                               | Chief do 6./Gebirgsjäger-Regiment 100                                                           | 15 de novembro de 1941   | — | — |
| Bernhard Hofmann                           | Heer              | Major da reserva                           | Comandante do I./Infanterie-Regiment 427                                                        | 26 de setembro de 1942   | — | — |
| Horst Hofmann                              | Kriegsmarine      | Obersteuermann                             | timoneiro e oficial de observação do U-672                                                      | 20 de maio de 1944       | — | — |
| Karl-Joachim Hofmann                       | Heer              | Hauptmann                                  | Líder do I./Panzergrenadier-Regiment 108                                                        | 4 de julho de 1944       | — | — |
| Karl-Wilhelm Hofmann                       | Luftwaffe         | Leutnant                                   | Piloto no 8./Jagdgeschwader 26 "Schlageter"                                                     | 24 de outubro de 1944    | — | — |
| Paul Hofmann?                              | Heer              | Leutnant                                   | Líder do 6./Grenadier-Regiment 352                                                              | 9 de maio de 1945        | — | — |
| Rudolf Hofmann                             | Heer              | General der Infanterie                     | Chief do General Staff Heeresgruppe Nord                                                        | 7 de maio de 1945        | — | — |
| Willy Hofmann                              | Luftwaffe         | Oberfeldwebel                              | Piloto no 2./Nahaufklärungs-Gruppe 5                                                            | 12 de março de 1945      | — | — |
| Richard Hofsäss                            | Luftwaffe         | Hauptmann                                  | Staffelkapitän do 1./Nahaufklärungs-Gruppe 2                                                    | 9 de janeiro de 1945     | — | — |
| Hermann Hogeback+                          | Luftwaffe         | Oberleutnant                               | Staffelkapitän do 9.(K)/Lehrgeschwader 1                                                        | 8 de setembro de 1941    | 192. Folhas de Carvalho 19 de fevereiro de 1943 125th Espadas 26 de janeiro de 1945                               | — |
| Heinrich Hogrebe+                          | Heer              | Oberleutnant da reserva                    | Chief do 5./Infanterie-Regiment 422                                                             | 17 de agosto de 1942     | 454. Folhas de Carvalho 13 de abril de 1944                                                                       | — |
| Erich Hohagen                              | Luftwaffe         | Oberleutnant                               | Staffelkapitän do 4./Jagdgeschwader 51                                                          | 5 de outubro de 1941     | — | — |
| Werner Hohen-Hinnebusch                    | Luftwaffe         | Leutnant                                   | Líder do 3.(gemischte)/Flak-Abteilung 442                                                       | 11 de fevereiro de 1945  | — | — |
| Richard Hohenhausen                        | Heer              | Oberleutnant da reserva                    | Chief do 2./Sturmgeschütz-Abteilung 184                                                         | 11 de maio de 1942       | — | — |
| Oskar Freiherr von Hohenhausen?            | Heer              | Oberstleutnant                             | Comandante do Panzergrenadier-Regiment 9                                                        | 11 de maio de 1945       | — | — |
| Hans Hohmann                               | Heer              | Oberleutnant da reserva                    | Líder do I./Panzer-Regiment 31                                                                  | 5 de março de 1945*      | Morto em combate 21 de janeiro de 1945                                                                            | — |
| Heinrich Hohmeier?                         | Heer              | Feldwebel                                  | Líder de pelotão no Stabskompanie/Grenadier-Regiment 994                                        | 9 de maio de 1945        | — | — |
| Walter Hohmuth                             | Heer              | Oberfeldwebel                              | Líder do 7./Panzergrenadier-Regiment 6                                                          | 14 de maio de 1944       | — | — |
| Dr. rer. pol. Hermann Hohn+                | Heer              | Oberst                                     | Líder do 72. Infanterie-Division                                                                | 28 de novembro de 1943   | 410. Folhas de Carvalho 1 de março de 1944 109th Espadas 31 de outubro de 1944                                    | — |
| Alfred Hohoff                              | Heer              | Hauptmann                                  | Comandante do II./Grenadier-Regiment 1084                                                       | 10 de fevereiro de 1945  | — | — |
| Alfred Hoinka                              | Heer              | Hauptmann                                  | Líder do Panzer-Zerstörer-Abteilung 156                                                         | 11 de março de 1945*     | Morto em combate 26 de janeiro de 1945                                                                            | — |
| Walter Hollaender                          | Heer              | Oberstleutnant                             | Comandante do Sturm-Regiment 195                                                                | 18 de julho de 1943      | — | — |
| Alexander Holle                            | Luftwaffe         | Oberst                                     | Fliegerführer Nord                                                                              | 23 de dezembro de 1942   | — | Black-and-white photo of a man wearing military uniform with various military decorations including an Iron Cross at his neck.                 |
| Georg Holle                                | Luftwaffe         | Oberleutnant                               | Staffelführer do 2./Kampfgeschwader 51                                                          | 3 de abril de 1943*      | Morto em combate 27 de fevereiro de 1943                                                                          | — |
| Josef Hollekamp                            | Heer              | Obergefreiter                              | Líder de Grupo no 2.(Radfahr)/Aufklärungs-Abteilung 36                                          | 23 de julho de 1943      | — | — |
| Heinrich Hollenweger                       | Heer              | Oberleutnant                               | Chief do 8./Panzergrenadier-Regiment 108                                                        | 1 de novembro de 1942    | — | — |
| Alfred Holler                              | Heer              | Major                                      | Líder do Grenadier-Regiment 426                                                                 | 5 de abril de 1944       | — | — |
| Josef Hollermeier?                         | Heer              | Major                                      | Líder do Grenadier-Regiment 1213                                                                | 9 de maio de 1945        | — | — |
| Karl-Adolf Hollidt+                        | Heer              | Generalleutnant                            | Comandante da 50. Infanterie-Division                                                           | 8 de setembro de 1941    | 239. Folhas de Carvalho 17 de maio de 1943                                                                        | — |
| Ernst Hollmann?                            | Heer              | Hauptmann da reserva                       | Comandante do II./Grenadier-Regiment 1221                                                       | 9 de maio de 1945        | — | — |
| Max Holm                                   | Heer              | Oberwachtmeister                           | Assault gun commander do II./Panzer-Regiment Führer-Begleit Division                            | 19 de janeiro de 1945    | — | — |
| Norbert Holm                               | Heer              | Oberst                                     | Comandante do Infanterie-Regiment 156 (motorizado)                                              | 20 de dezembro de 1941   | — | — |
| Waldemar Holst                             | Kriegsmarine      | Korvettenkapitän                           | Chief do 4. Räumbootsflottille                                                                  | 3 de dezembro de 1942    | — | — |
| Rudolf Holste+                             | Heer              | Oberst                                     | Comandante do Artillerie-Regiment 73                                                            | 6 de abril de 1942       | 561. Folhas de Carvalho 27 de agosto de 1944                                                                      | — |
| Johann Holstein                            | Heer              | Obergefreiter                              | Messenger do 2./Grenadier-Regiment 698                                                          | 16 de outubro de 1944    | — | — |
| Josef Holte                                | Waffen-SS         | SS-Oberscharführer da reserva              | Líder de pelotão no 2./SS-Panzer-Regiment 9 "Hohenstaufen"                                      | 27 de agosto de 1944*    | Morto em combate 20 de agosto de 1944                                                                             | — |
| agosto Holz                                | Heer              | Feldwebel                                  | Líder de pelotão no 7./Grenadier-Regiment 16                                                    | 18 de dezembro de 1944   | — | — |
| Günther Holz                               | Heer              | Rittmeister da reserva                     | Chief do 3./Panzer-Jäger-Abteilung 258                                                          | 6 de abril de 1943       | — | — |
| Hermann Holz                               | Heer              | Oberfeldwebel                              | Líder do 3./Grenadier-Regiment 9                                                                | 14 de abril de 1945      | — | — |
| Egon Holzapfel                             | Heer              | Oberleutnant da reserva                    | Ajudante de regimento no Grenadier-Regiment 2                                                   | 14 de agosto de 1943     | — | — |
| Hans Holzapfel                             | Heer              | Oberfeldwebel                              | Líder de pelotão no 11./Grenadier-Regiment 316                                                  | 6 de abril de 1944       | — | — |
| Karl-Heinz Holzapfel                       | Heer              | Hauptmann                                  | Comandante do Pionier-Bataillon 29 (motorizado)                                                 | 11 de setembro de 1943   | — | — |
| Friedrich Holzer                           | Waffen-SS         | SS-Hauptsturmführer                        | Chief do 1./SS-Panzer-Regiment 2 "Das Reich"                                                    | 10 de dezembro de 1943   | — | — |
| Fritz Holzhäuer                            | Heer              | Major                                      | Comandante do III./Panzer-Regiment 29                                                           | 6 de agosto de 1941      | — | — |
| Anton Holzinger                            | Heer              | Major                                      | Comandante do I./Gebirgsjäger-Regiment 138                                                      | 11 de janeiro de 1941    | — | — |
| Franz Holzinger                            | Heer              | Leutnant da reserva                        | Líder de pelotão no 1./Gebirgs-Panzer-Jäger-Abteilung 95                                        | 13 de abril de 1944      | — | — |
| Leopold Holzmann                           | Heer              | Hauptmann                                  | Comandante do I./Grenadier-Regiment 1059                                                        | 16 de novembro de 1944   | — | — |
| Walter Hombitzer                           | Heer              | Hauptmann                                  | Comandante do III./Volks-Artillerie-Korps 405                                                   | 30 de abril de 1945      | — | — |
| Heinrich Homburg                           | Heer              | Hauptmann                                  | Líder do II./Jäger-Regiment 83                                                                  | 25 de julho de 1944      | — | — |
| Friedrich von Homeyer                      | Heer              | Rittmeister                                | Líder do gemischte Aufklärungs-Kompanie 580 do 90. leichte Afrika-Division                      | 6 de julho de 1942*      | Morto em combate 3 de julho de 1942                                                                               | — |
| Gerhard Homuth                             | Luftwaffe         | Oberleutnant                               | Staffelkapitän do 3./Jagdgeschwader 27                                                          | 14 de junho de 1941      | — | — |
| Günter Honnefeller                         | Luftwaffe         | Leutnant                                   | Staffelführer do 7./Schlachtgeschwader 10                                                       | 17 de outubro de 1944    | — | — |
| Werner Honsberg                            | Luftwaffe         | Oberfeldwebel                              | Piloto no 1./Schlachtgeschwader 77                                                              | 20 de julho de 1944      | — | — |
| Theodor Hopf                               | Heer              | Oberleutnant                               | Chief do 1.(Radfahr)/Infanterie-Regiment 170                                                    | 21 de setembro de 1941   | — | — |
| Willi Hopfe                                | Heer              | Obergefreiter                              | Líder de Grupo no 5./Schnelle Abteilung 123                                                     | 15 de janeiro de 1943    | — | — |
| Gerhard Hoppe                              | Heer              | Unteroffizier                              | Vorgeschobener Beobachter do 9./Artillerie-Regiment 81                                          | 4 de julho de 1944       | — | — |
| Gerhard Hoppe                              | Heer              | Major                                      | Comandante do Sturmgeschütz-Brigade 279                                                         | 29 de novembro de 1944*  | Morto em combate 18 de outubro de 1944                                                                            | — |
| Hans Hoppe?                                | Luftwaffe         | Major                                      | Comandante do II./Flak-Regiment 46 (motorizado)                                                 | 8 de maio de 1945        | — | — |
| Harry Hoppe+                               | Heer              | Oberst                                     | Comandante do Infanterie-Regiment 424                                                           | 12 de setembro de 1941   | 682. Folhas de Carvalho 18 de dezembro de 1944                                                                    | — |
| Johannes Hoppe                             | Heer              | Oberstleutnant                             | Líder do Panzergrenadier-Regiment 12                                                            | 26 de outubro de 1943    | — | — |
| Wolf-Horst Hoppe                           | Heer              | Major                                      | Comandante do schwere Panzer-Jäger-Abteilung 519                                                | 15 de julho de 1944      | — | — |
| Erich Horak                                | Heer              | Oberfeldwebel                              | Líder de pelotão no 6./Füsilier-Regiment 68                                                     | 24 de setembro de 1943   | — | — |
| Max Horlbeck                               | Heer              | Major                                      | Comandante do II./Grenadier-Regiment 435                                                        | 12 de agosto de 1944     | — | — |
| Hans Hormann                               | Luftwaffe         | Oberfeldwebel                              | Observador no 1./Kampfgeschwader 100                                                            | 5 de dezembro de 1943    | — | — |
| Gerhard Horn                               | Heer              | Oberwachtmeister                           | Líder de pelotão no 2.(Radfahr)/Divisions-Füsilier-Bataillon (A.A.) 218                         | 23 de agosto de 1944     | — | — |
| Karl Horn                                  | Heer              | Leutnant                                   | Líder do 6./Grenadier-Regiment 587                                                              | 10 de fevereiro de 1944  | — | — |
| Walter Hornung                             | Luftwaffe         | Major                                      | Gruppenkommandeur do III./Transportgeschwader 2                                                 | 9 de junho de 1944       | — | — |
| Herbert Horten                             | Heer              | Leutnant da reserva                        | Chief do 12./Artillerie-Regiment 81                                                             | 2 de setembro de 1943    | — | — |
| Kurt Hortian                               | Luftwaffe         | Oberstleutnant                             | Comandante do Flak-Regiment 133 (motorizado)                                                    | 18 de novembro de 1944   | — | — |
| Siegfried Hortmeyer                        | Heer              | Oberleutnant                               | Chief de Companhia in Grenadier-Regiment 130                                                    | 14 de fevereiro de 1945  | — | — |
| Friedrich Hoßbach+                         | Heer              | Oberst                                     | Comandante do Infanterie-Regiment 82                                                            | 7 de outubro de 1940     | 298. Folhas de Carvalho 11 de setembro de 1943                                                                    | — |
| Hans Hoßfeld+                              | Kriegsmarine      | Kapitänleutnant (M.A.)                     | Comandante do Marine-Artillerie Abteilung 531                                                   | 6 de outubro de 1944     | 659. Folhas de Carvalho 25 de novembro de 1944                                                                    | — |
| Hermann Hoth+                              | Heer              | General der Infanterie                     | Comandante geral do XV. Armeekorps                                                              | 27 de outubro de 1939    | 25. Folhas de Carvalho 17 de julho de 1941 35 Espadas 15 de setembro de 1943                                      | A man in military uniform wearing an Iron Cross at his neck.                                                                                   |
| Theodor Hotzy                              | Heer              | Wachtmeister                               | Líder de pelotão no 3./Divisions-Füsilier-Bataillon (A.A.) 7                                    | 9 de junho de 1944       | — | — |
| Rudolf von Houten                          | Heer              | Oberfeldwebel                              | Líder do 1./Feld-Ersatz-Bataillon 1 (56. Infanterie-Division)                                   | 5 de abril de 1945       | — | — |
| Adolf Hoyer                                | Heer              | Oberleutnant da reserva                    | Chief do 4./Panzer-Aufklärungs-Abteilung 120                                                    | 8 de outubro de 1943     | — | — |
| Ludwig Hoyer                               | Heer              | Hauptmann da reserva                       | Comandante do III./Grenadier-Regiment 278                                                       | 23 de fevereiro de 1944  | — | — |
| Paul-Werner Hozzel+                        | Luftwaffe         | Hauptmann                                  | Gruppenkommandeur do I./Sturzkampfgeschwader 1                                                  | 8 de maio de 1940        | 230. Folhas de Carvalho 14 de abril de 1943                                                                       | — |
| Dietrich Hrabak+                           | Luftwaffe         | Hauptmann                                  | Gruppenkommandeur do II./Jagdgeschwader 54                                                      | 21 de outubro de 1940    | 337. Folhas de Carvalho 25 de novembro de 1943                                                                    | — |
| Franz Hrdlicka                             | Luftwaffe         | Hauptmann                                  | Staffelkapitän do 5./Jagdgeschwader 77                                                          | 9 de agosto de 1944      | — | — |
| Martin Hrustak+                            | Heer              | Oberfeldwebel                              | Líder de pelotão no 7./Grenadier-Regiment 162                                                   | 11 de dezembro de 1943   | 473. Folhas de Carvalho 14 de maio de 1944                                                                        | — |
| Hans Hube+                                 | Heer              | Generalmajor                               | Comandante da 16. Panzer-Division                                                               | 1 de agosto de 1941      | 62. Folhas de Carvalho 16 de janeiro de 1942 22. Espadas 21 de dezembro de 1942 13. Diamantes 20 de abril de 1944 | — |
| Gustav Huber                               | Heer              | Hauptmann                                  | Comandante do I./Artillerie-Regiment 115                                                        | 26 de novembro de 1944   | — | — |
| Josef Huber                                | Luftwaffe         | Oberfeldwebel                              | Piloto no 8./Schlachtgeschwader 77                                                              | 20 de julho de 1944      | — | — |
| Karl Huber                                 | Heer              | Feldwebel                                  | Stoßtruppführer (Líder das tropas de choque) no Aufklärungs-Abteilung 20 (motorizado)           | 30 de julho de 1940      | — | — |
| Siegfried Huber                            | Luftwaffe         | Oberfeldwebel                              | Piloto no 7./Sturzkampfgeschwader 2 "Immelmann"                                                 | 3 de abril de 1943*      | Morto em combate 19 de janeiro de 1943                                                                            | — |
| Dr. jur. Alfred Ritter von Hubicki Hubicki | Heer              | Generalleutnant                            | Comandante da 9. Panzer-Division                                                                | 20 de abril de 1941      | — | — |
| Helmut Hudel+                              | Heer              | Hauptmann                                  | Chief do 1./Panzer-Regiment 7                                                                   | 27 de maio de 1942       | 219. Folhas de Carvalho 2 de abril de 1943                                                                        | A black-and-white photograph of a man wearing a military uniform, side cap e a neck order in shape of an Iron Cross.                           |
| Karl Hübbe                                 | Heer              | Hauptmann                                  | Comandante do I./Grenadier-Regiment 270                                                         | 31 de março de 1943      | — | — |
| Alois Hübner                               | Heer              | Oberfeldwebel                              | Líder de pelotão no I./Panzergrenadier-Regiment 129                                             | 5 de dezembro de 1943    | — | — |
| Arnold Huebner                             | Luftwaffe         | Gefreiter                                  | Richtkanonier (artilheiro) do 3./Flak-Regiment 33 (motorizado) do DAK                           | 7 de março de 1942       | — | — |
| Eduard Hübner                              | Luftwaffe         | Hauptmann                                  | Comandante do Sturm-Bataillon Fallschirm AOK 1                                                  | 17 de março de 1945      | — | Black-and-white photo of a smiling, sitting man in military uniform.                                                                           |
| Ekhard Hübner                              | Luftwaffe         | Leutnant                                   | Piloto no III./Jagdgeschwader 3 "Udet"                                                          | 3 de maio de 1942*       | Morto em combate 28 de março de 1942                                                                              | — |
| Ernst-agosto Hübner                        | Heer              | Hauptmann                                  | Chief do 12.(MG)/Grenadier-Regiment 122                                                         | 9 de dezembro de 1943*   | Morto em combate 7 de novembro de 1943                                                                            | — |
| Herbert Hübner                             | Heer              | Feldwebel                                  | Líder de pelotão no 1./Panzer-Jäger-Abteilung 171                                               | 28 de outubro de 1944    | — | — |
| Dr. med.dent. Rudolf Hübner                | Heer              | Generalmajor                               | Líder do Grenadier-Regiment 529                                                                 | 9 de março de 1945       | — | — |
| Walter Hübner                              | Heer              | Unteroffizier                              | Vorgeschobener Beobachter do 3./Artillerie-Regiment 28                                          | 18 de fevereiro de 1945  | — | — |
| Wilhelm Hübner                             | Luftwaffe         | Leutnant                                   | Piloto no Stabsstaffel/Jagdgeschwader 51 "Mölders"                                              | 28 de fevereiro de 1945  | — | — |
| Anton Hübsch                               | Luftwaffe         | Oberfeldwebel                              | Piloto no 2./Schlachtgeschwader 2 "Immelmann"                                                   | 8 de agosto de 1944      | — | — |
| Erich Hübscher                             | Heer              | Unteroffizier                              | Líder de Grupo no 7./Grenadier-Regiment 914                                                     | 23 de agosto de 1944     | — | — |
| Ernst-Albrecht Hückel                      | Heer              | Hauptmann                                  | Comandante do Panzer-Pionier-Bataillon "Großdeutschland"                                        | 27 de setembro de 1943   | — | — |
| Hermann Hüfing                             | Heer              | Feldwebel                                  | Líder de pelotão no 8./Grenadier-Regiment 1076                                                  | 23 de outubro de 1944    | — | — |
| Werner Hühner                              | Heer              | Generalleutnant                            | Comandante da 61. Infanterie-Division                                                           | 18 de abril de 1943      | — | — |
| Dr. med. Heinrich Hüls                     | Heer              | Oberarzt (rank equivalent to Oberleutnant) | Hilfsarzt (assistant doctor) do II./Panzer-Regiment 11                                          | 21 de setembro de 1944*  | Morto em combate 16 de agosto de 1944                                                                             | — |
| Bernhard Hülsmann                          | Luftwaffe         | Unteroffizier                              | Líder de armas do 8./Flak-Regiment 4 (motorizado)                                               | 22 de janeiro de 1943    | — | — |
| Dr. rer. pol. Hans-Franz von Hülst         | Heer              | Major da reserva                           | Líder do Grenadier-Regiment 378                                                                 | 9 de fevereiro de 1943   | — | — |
| Willi Hümmerich                            | Heer              | Leutnant da reserva                        | Líder de pelotão no 14.(Panzerjäger)/Infanterie-Regiment 80                                     | 18 de outubro de 1941    | — | — |
| Otto Hünemörder                            | Heer              | Unteroffizier                              | Líder de armas do 14.(Panzerjäger)/Infanterie-Regiment 309                                      | 16 de abril de 1943      | — | — |
| Walther von Hünersdorff+                   | Heer              | Oberst                                     | Comandante do Panzer-Regiment 11                                                                | 22 de dezembro de 1942   | 259. Folhas de Carvalho 14 de julho de 1943                                                                       | A black-and-white photograph of a man wearing a dark military uniform, side cap e a neck order in shape of an Iron Cross.                      |
| Georg Hünger                               | Heer              | Oberleutnant                               | Líder do I./Panzergrenadier-Regiment 26                                                         | 6 de outubro de 1944*    | Morto em combate 26 de agosto de 1944                                                                             | — |
| Hermann Hüttebräucker?                     | Heer              | Hauptmann                                  | Professo na Panzertruppenschule Milowitz (Escola das tropas blindadas Milowitz) Praga           | 6 de maio de 1945        | — | — |
| [Dr.] Karl Hütten                          | Luftwaffe         | Hauptmann da reserva                       | Staffelkapitän do 5.(F)/Aufklärungs-Gruppe 122                                                  | 24 de outubro de 1944    | — | — |
| Theodor Hütten                             | Heer              | Oberleutnant                               | Líder do Divisions Versorgungs-Kolonne 349. Infanterie-Division                                 | 14 de abril de 1945      | — | — |
| Hans Hüttner                               | Heer              | Oberst                                     | Comandante do Infanterie-Regiment 520                                                           | 4 de setembro de 1942    | — | — |
| Hartmut Hüttner                            | Heer              | Hauptmann                                  | Comandante do III./Jäger-Regiment 228                                                           | 15 de março de 1943      | — | — |
| Leopold von Hütz                           | Heer              | Hauptmann                                  | Comandante do III./Grenadier-Regiment 1054                                                      | 5 de setembro de 1944    | — | — |
| Helmuth Hufenbach+                         | Heer              | Oberstleutnant                             | Comandante do Grenadier-Regiment 667                                                            | 30 de outubro de 1943    | 807. Folhas de Carvalho 28 de março de 1945                                                                       | — |
| Heinz Huffmann                             | Heer              | Major                                      | Comandante do Sturmgeschütz-Abteilung 201                                                       | 14 de abril de 1943      | — | — |
| Helmuth Huffmann                           | Heer              | Generalleutnant                            | Comandante da 62. Infanterie-Division                                                           | 30 de setembro de 1943   | — | — |
| Eduard Hug                                 | Heer              | Obergefreiter                              | Machine artilheiro do 1./Jäger-Regiment 75                                                      | 2 de setembro de 1944    | — | — |
| Kurt Huhn                                  | Luftwaffe         | Hauptmann                                  | Gruppenkommandeur do II./Schlachtgeschwader 77                                                  | 17 de março de 1943      | — | — |
| Alois Hulha                                | Luftwaffe         | Oberleutnant                               | Piloto no 6./Kampfgeschwader 53 "Legion Condor"                                                 | 17 de março de 1945      | — | — |
| Otto Hulsch                                | Luftwaffe         | Oberleutnant                               | Piloto no 8./Schlachtgeschwader 1                                                               | 5 de fevereiro de 1944   | — | — |
| August Humke                               | Heer              | Wachtmeister                               | Líder de pelotão no 4./Divisions-Füsilier-Bataillon (A.A.) 15                                   | 4 de maio de 1944        | — | — |
| Fritz Hummel                               | Luftwaffe         | Hauptmann da reserva                       | Comandante do Jagdverband Leitstelle West (Frontaufklärungs-Verband II. West)                   | 19 de outubro de 1944    | — | — |
| Kurt Hummel                                | Heer              | Oberst                                     | Comandante do Grenadier-Regiment 124                                                            | 15 de maio de 1944       | — | — |
| Willi Hund                                 | Waffen-SS         | SS-Obersturmführer                         | Líder do a Kampfgruppe z.b.V. do 6. e 7./SS-Freiwilligen-Panzergrenadier-Regiment 23 "Norge"    | 11 de maio de 1945       | — | — |
| Joachim Hundert                            | Heer              | Leutnant da reserva                        | Líder do 5./Grenadier-Regiment 124                                                              | 15 de janeiro de 1943    | — | — |
| [Dr.] Gerhard Hundertmark                  | Luftwaffe         | Oberleutnant                               | Chief do 1./gemischte Flak-Sturm-Abteilung 802 (deployable)                                     | 22 de dezembro de 1944   | — | — |
| Gustav Hundt                               | Heer              | Generalleutnant                            | Comandante da 1. Ski-Jäger Division                                                             | 15 de abril de 1945      | — | — |
| Hans-Joachim Hunger                        | Heer              | Leutnant da reserva                        | Oficial de Bateria do schwere Artillerie-Abteilung 526 (motorizado)                             | 9 de abril de 1944       | — | — |
| Heinrich Hunger                            | Luftwaffe         | Leutnant                                   | Piloto no Stabsstaffel/Kampfgeschwader 2                                                        | 5 de julho de 1941       | — | — |
| Richard Huntemüller                        | Heer              | Oberleutnant                               | Chief do 2./leichte Flak-Sturm-Abteilung 76 (motorizado)                                        | 5 de setembro de 1944    | — | — |
| Konrad Hupfer+                             | Heer              | Hauptmann                                  | Chief do 14./Infanterie-Regiment 72                                                             | 21 de setembro de 1941   | 136. Folhas de Carvalho 28 de outubro de 1942                                                                     | — |
| Helmut Huppert                             | Heer              | Major                                      | Comandante do Panzer-Aufklärungs-Abteilung 1                                                    | 23 de agosto de 1944     | — | — |
| Herbert Huppertz+                          | Luftwaffe         | Leutnant                                   | Piloto no 12./Jagdgeschwader 51                                                                 | 30 de agosto de 1941     | 512. Folhas de Carvalho 24 de junho de 1944                                                                       | — |
| Georg Hurdelbrink                          | Waffen-SS         | SS-Obersturmführer                         | Líder do 1./SS-Panzer-Jäger-Abteilung 12 "Hitlerjugend"                                         | 16 de outubro de 1944    | — | — |
| agosto Hurlebaus                           | Heer              | Obergefreiter                              | Richtschütze (artilheiro) do 2./schwere Panzer-Jäger-Abteilung 665                              | 23 de fevereiro de 1944  | — | — |
| Wilhelm Hurrle                             | Heer              | Unteroffizier                              | Vorgeschobener Beobachter do 13./Grenadier-Regiment 358                                         | 17 de março de 1945      | — | — |
| Werner Husemann                            | Luftwaffe         | Major                                      | Gruppenkommandeur do I./Nachtjagdgeschwader 3                                                   | 30 de setembro de 1944   | — | — |
| Freimut Husenett                           | Heer              | Oberleutnant                               | Chief do 2./Grenadier-Regiment 7                                                                | 28 de outubro de 1944    | — | — |
| Walter Huß                                 | Heer              | Hauptmann da reserva                       | Comandante do I./Artillerie-Regiment 240 (motorizado)                                           | 21 de setembro de 1944   | — | — |
| Joachim-Friedrich Huth                     | Luftwaffe         | Oberstleutnant                             | Geschwaderkommodore of Zerstörergeschwader 26 "Horst Wessel"                                    | 11 de setembro de 1940   | — | — |
| Wolf-Dietrich Huy+                         | Luftwaffe         | Oberleutnant                               | Staffelkapitän do 7./Jagdgeschwader 77                                                          | 5 de julho de 1941       | 83. Folhas de Carvalho 17 de março de 1942                                                                        | — |
| Hans Huzel                                 | Heer              | Major                                      | Líder do Sturm-Regiment 215                                                                     | 18 de fevereiro de 1945  | — | — |
| Josef Hyza                                 | Heer              | Major                                      | Líder do Grenadier-Regiment 579                                                                 | 9 de junho de 1944       | — | — |